# Vestalaria vinnula
Vestalaria vinnula là loài chuồn chuồn trong họ Calopterygidae. Loài này được Hämäläinen mô tả khoa học đầu tiên năm 2006.